# 采爾德默爾克

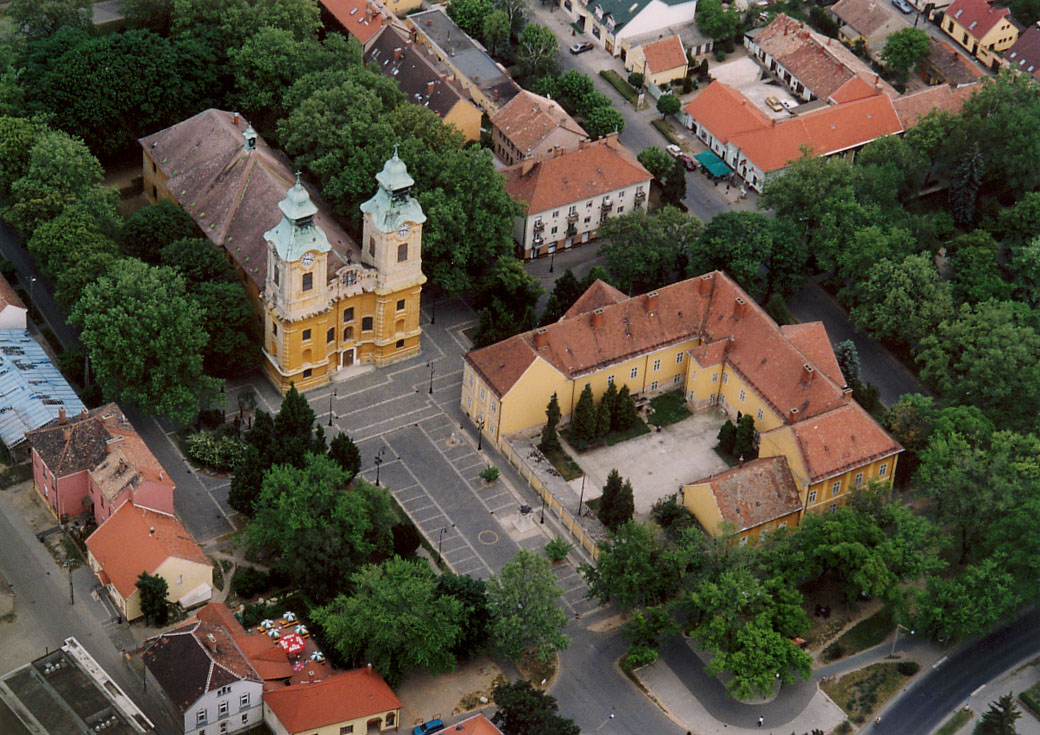

采爾德默爾克（匈牙利語：Celldömölk）是匈牙利的城市，位於該國西部，距離首府松博特海伊42公里，由沃什州負責管轄，面積52.39平方公里，海拔高度291米，2004年人口11,478。